# 金山パーキングエリア
金山パーキングエリア（かなやまパーキングエリア）は、北海道札幌市手稲区稲穂の札樽自動車道上にあるパーキングエリアであり、札樽自動車道唯一の休憩施設である。

## 概要
札樽自動車道、また札幌市内で唯一のSA/PAである。金山とは札幌市手稲区の町名であるが、施設の実際の所在地は稲穂地区である。

## 歴史
- 1971年（昭和46年）12月4日 - 供用開始。
- 2003年（平成15年） - 札幌方向の売店を改装。
- 2004年（平成16年） - 小樽方向の売店を改装。
- 2007年（平成17年）9月7日 - 北海道立子ども総合医療・療育センター（コドモックル）と接続する「緊急開口部」（緊急進入路と救急車緊急退出路を兼用）の運用を開始[1]。
- 2010年（平成22年）9月 - 北海道の高速道路内では最大となるドッグランが札幌方向に設置[2]。
- 2021年（令和3年）10月22日 - 売店跡にセイコーマート金山PA店(上下線)がオープン。24時間営業。

## 施設

### 上り線（小樽方面）
- 管理：ネクスコ東日本エリアトラクト[3]
- 運営：セコマ[4]
- 駐車場[4]
  - 大型：9台
  - 小型：55台
  - 身障者用
    - 小型：2台
- トイレ[4]
  - 男性：大3（和式1・洋式2）・小5
  - 女性：7（和式2・洋式5）
    - 同伴の男児用：1

  - 身障者用（オストメイト対応）[5]
    - 共用：1
- コンビニエンスストア[6]
  - セイコーマート（24時間）
- 自動販売機（24時間）[4]
- E-NEXCO Wi-Fi SPOT[4]
- 給電スタンド[7]
- 喫煙所[4]
- 自動体外式除細動器（AED）[4]
- ハイウェイ情報ターミナル[4]
- ハイウェイスタンプ（24時間）[4]

### 下り線（苫小牧・旭川方面）
- 管理：ネクスコ東日本エリアトラクト[3]
- 運営：セコマ[8]
- 駐車場[8]
  - 大型：6台
  - 小型：36台
  - 身障者用
    - 小型：1台
- トイレ[8]
  - 男性：大3（和式1・洋式2）・小5
  - 女性：7（和式2・洋式5）
    - 同伴の男児用：1

  - 身障者用（オストメイト対応）[5]
    - 共用：1
- コンビニエンスストア[6]
  - セイコーマート（24時間）
- 自動販売機（24時間）[8]
- E-NEXCO Wi-Fi SPOT[8]
- 給電スタンド[7]
- 喫煙所[8]
- 自動体外式除細動器（AED）[8]
- ハイウェイ情報ターミナル[8]
- ハイウェイスタンプ（24時間）[8]
- ドッグラン[2]

## 隣
E5A 札樽自動車道
(8) 銭函IC - 金山PA - (7) 手稲IC